# Ousseau
Der Ousseau (im Oberlauf Riou Tort) ist ein Fluss in Frankreich, der im Département Haute-Garonne in der Region Okzitanien verläuft. Er entspringt im Gemeindegebiet von Lherm entwässert generell Richtung Nordost, in den Großraum von Toulouse, und mündet nach rund 26 Kilometern im Stadtgebiet von Tournefeuille als rechter Nebenfluss in den Touch.

## Orte am Fluss
- Lherm
- Labastidette
- Plaisance-du-Touch
- Tournefeuille